# Franklin (Maine)
Franklin ist eine Town im Hancock County des Bundesstaates Maine in den Vereinigten Staaten. Im Jahr 2020 lebten dort 1567 Einwohner in 1040 Haushalten auf einer Fläche von 107,3 km².

## Geografie
Nach dem United States Census Bureau hat Franklin eine Gesamtfläche von 107,3 km², von denen 94,41 km² Land sind und 12,90 km² aus Gewässern bestehen.

### Geografische Lage
Franklin liegt südöstlich im Hancock County, an der Taunton Bay im Atlantischen Ozean. Auf dem Gebiet der Town befinden sich im Südwesten mehrere Seen. Zu ihnen gehören der zentral gelegene Georges Pond und westlich von diesem der Great Pond. Die Oberfläche ist eher eben, höchste Erhebung ist der 171 m hohe Hardwood Hill.

### Nachbargemeinden
Alle Entfernungen sind als Luftlinien zwischen den offiziellen Koordinaten der Orte aus der Volkszählung 2010 angegeben.
- Norden: Eastbrook, 3,7 km
- Osten: East Hancock, Unorganized Territory, 17,9 km
- Südosten: Sullivan, 10,4 km
- Südwesten: Hancock, 5,6 km
- Westen: Central Hancock, Unorganized Territory, 13,5 km
- Nordwesten: Waltham, 7,9 km

### Stadtgliederung
In Franklin gibt es mehrere Siedlungsgebiete: East Franklin, Egypt, Franklin und West Franklin.

### Klima
Die mittlere Durchschnittstemperatur in Franklin liegt zwischen −7,22 °C (19° Fahrenheit) im Januar und 20,6 °C (69° Fahrenheit) im Juli. Damit ist der Ort gegenüber dem langjährigen Mittel der USA um etwa 6 Grad kühler. Die Schneefälle zwischen Oktober und Mai liegen mit bis zu zweieinhalb Metern mehr als doppelt so hoch wie die mittlere Schneehöhe in den USA; die tägliche Sonnenscheindauer liegt am unteren Rand des Wertespektrums der USA.

## Geschichte

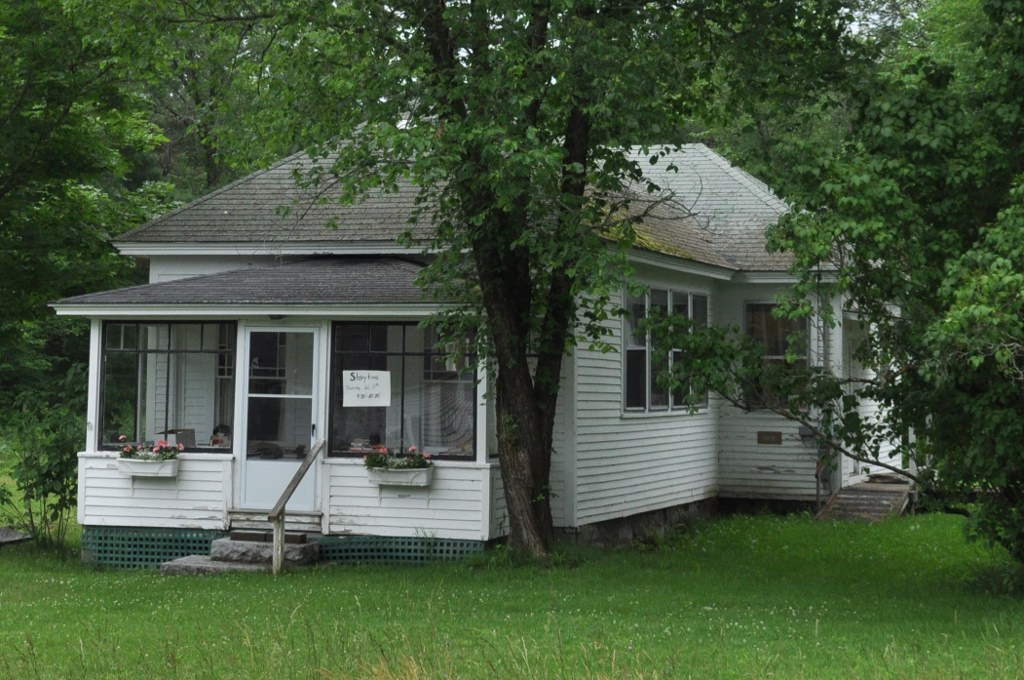
Franklin Public Library

Das Gebiet der Town Franklin wurde ursprünglich als Townships No. 8 und 9 Southern Division (T8 & T9 SD) organisiert. Am 24. Januar 1825 wurde aus diesen Plantations die Town organisiert. Den Namen erhielt sie zu Ehren von Benjamin Franklin.
Im Jahr 1837 wurde ein weiterer Teil des Townships No. 9 und im Jahr 1857 Teile des Townships No. 10. zum Gebiet von Franklin hinzugefügt. 1852 gab Franklin Land an die Town Hancock ab.

### Einwohnerentwicklung
| Volkszählungsergebnisse – Town of Franklin, Maine | Volkszählungsergebnisse – Town of Franklin, Maine | Volkszählungsergebnisse – Town of Franklin, Maine | Volkszählungsergebnisse – Town of Franklin, Maine | Volkszählungsergebnisse – Town of Franklin, Maine | Volkszählungsergebnisse – Town of Franklin, Maine | Volkszählungsergebnisse – Town of Franklin, Maine | Volkszählungsergebnisse – Town of Franklin, Maine | Volkszählungsergebnisse – Town of Franklin, Maine | Volkszählungsergebnisse – Town of Franklin, Maine | Volkszählungsergebnisse – Town of Franklin, Maine |
| Jahr                                              | 1800                                              | 1810                                              | 1820                                              | 1830                                              | 1840                                              | 1850                                              | 1860                                              | 1870                                              | 1880                                              | 1890                                              |
| ------------------------------------------------- | ------------------------------------------------- | ------------------------------------------------- | ------------------------------------------------- | ------------------------------------------------- | ------------------------------------------------- | ------------------------------------------------- | ------------------------------------------------- | ------------------------------------------------- | ------------------------------------------------- | ------------------------------------------------- |
| Einwohner                                         |                                                   |                                                   |                                                   | 382                                               | 502                                               | 736                                               | 1004                                              | 1042                                              | 1102                                              | 1264                                              |
| Jahr                                              | 1900                                              | 1910                                              | 1920                                              | 1930                                              | 1940                                              | 1950                                              | 1960                                              | 1970                                              | 1980                                              | 1990                                              |
| Einwohner                                         | 1201                                              | 1161                                              | 925                                               | 820                                               | 742                                               | 709                                               | 627                                               | 708                                               | 979                                               | 1141                                              |
| Jahr                                              | 2000                                              | 2010                                              | 2020                                              | 2030                                              | 2040                                              | 2050                                              | 2060                                              | 2070                                              | 2080                                              | 2090                                              |
| Einwohner                                         | 1370                                              | 1483                                              | 1567                                              |                                                   |                                                   |                                                   |                                                   |                                                   |                                                   |                                                   |

## Kultur und Sehenswürdigkeiten

### Bauwerke

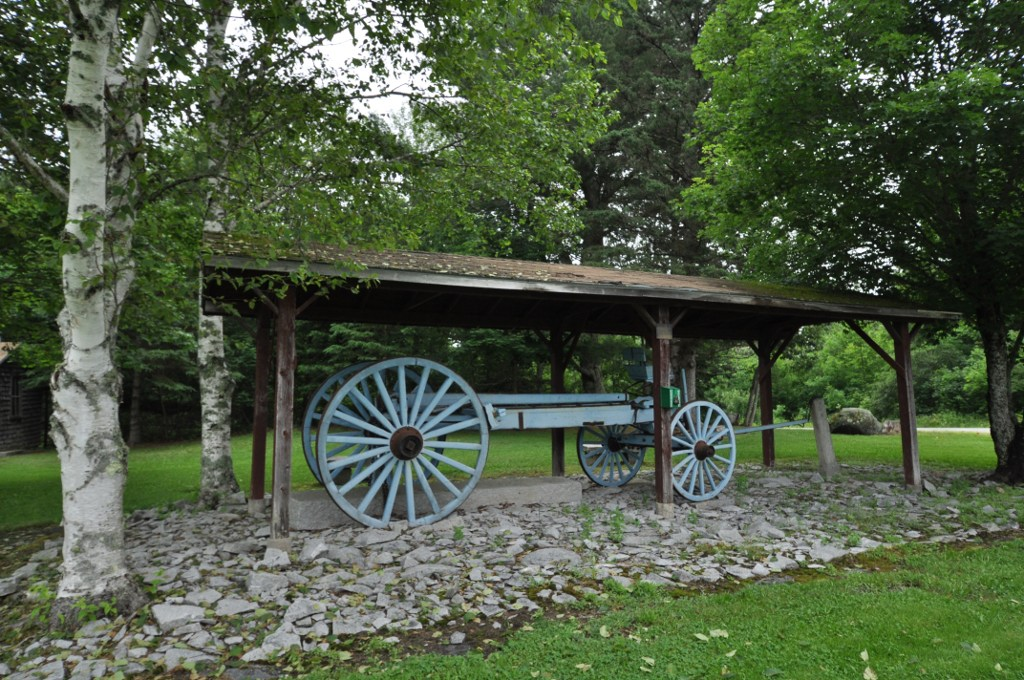
Galamander

In Franklin wurde der Robertson Quarry Galamander unter Denkmalschutz gestellt und 1992 mit der Register-Nr. 92001292 ins National Register of Historic Places aufgenommen.

## Wirtschaft und Infrastruktur

### Verkehr
Die Maine State Route 200 verläuft in nordsüdlicher und die Maine State Route 182 in westöstlicher Richtung durch die Town. Sie kreuzen sich im Village Franklin.

### Öffentliche Einrichtungen
Franklin besitzt keine eigenen medizinischen Einrichtungen oder Krankenhäuser. Die nächstgelegenen befinden sich in Ellsworth und Bar Harbor.
Die Franklin Public Library befindet sich in der Maine Street in Franklin.

### Bildung
Franklin gehört mit Eastbrook, Gouldsboro, Prospect Harbor, Sorrento, Steuben, Sullivan, Sumner und Winter Harbor zum RSU 24.
Im Schulbezirk werden folgende Schulen angeboten:
- Cave Hill School in Eastbrook mit Schulklassen von Pre-Kindergarten bis zum 5. Schuljahr.
- Ella Lewis School in Steuben mit Schulklassen von Pre-Kindergarten bis zum 6. Schuljahr.
- Mountain View School in Sullivan mit Schulklassen von Pre-Kindergarten bis zum 5. Schuljahr.
- Peninsula School in Prospect Harbor mit Schulklassen von Pre-Kindergarten bis zum 5. Schuljahr.
- Sumner Memorial High School in Sullivan